# Scaramouche

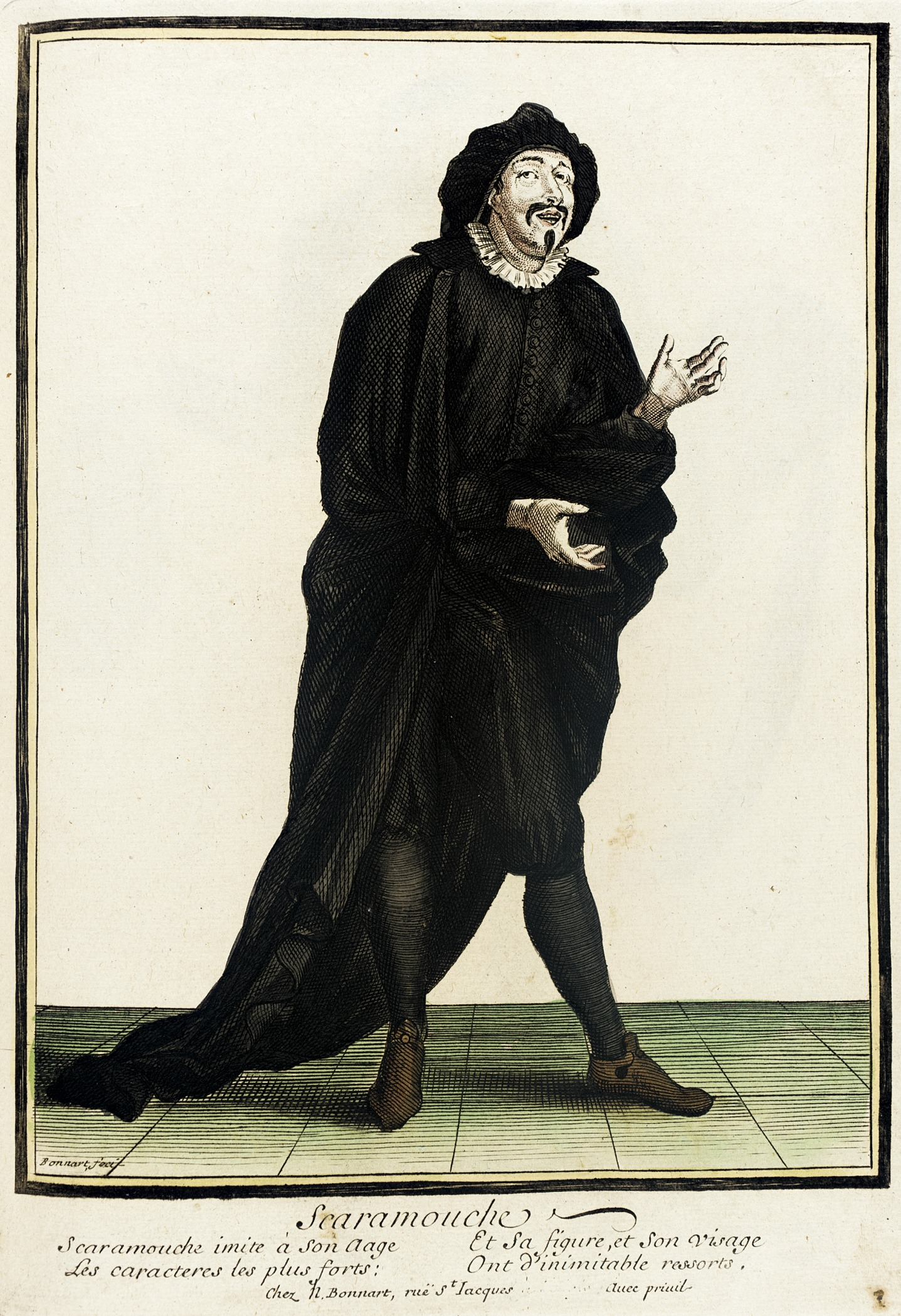
Scaramouche, dibujo de Nicolas Bonnart (1637-1717).

Scaramouche (término francés), originalmente Scaramuccia (término italiano), es un personaje de la Comedia del arte. Con frecuencia se le agrupa con los zanni («criados»), que junto con los vecchi («amos») y los innamorati («enamorados») conforman la tipología básica de la commedia; pero si hubiera que encajarlo en alguno de los tres grupos, su lugar más apropiado sería ocupando «el tercer vértice del triángulo satírico del poder», es decir, con los «amos»: Pantaleón en el vértice económico, Il Dottore en el intelectual y el Capitán en el militar. Ricard Salvat concluye que "como máscara, Scaramuccia es una derivación napolitana del Capitán.
Su nombre significa literalmente "pequeña y rápida riña" (término del cual proviene la palabra castellana «escaramuza»). También llamado «Capitano Scaramuccia»,  delata así sus raíces en la commedia dell'arte, tomadas del ya referido personaje «Il Capitano» ("El Capitán Matamoros" en castellano), de ahí el traje negro, uniforme de palacio de los españoles que estaban en Nápoles, con el que suele aparecer. Ambos presumen de alta cuna y gloriosa existencia (a pesar de su cobardía bufonesca).

## Tiberio Fiorilli
El mérito de haber fijado el personaje de Scaramuccia se le concede sin discusión histórica al maestro de Molière, el actor italiano Tiberio Fiorilli (1608-1694). El propio Molière declamaba en una de sus obras: Le ciel s'est habillé ce soir en Scaramouche (El cielo se ha vestido de Scaramouche esta noche), haciendo referencia a su vestimenta negra de pies a cabeza. La identificación entre personaje y actor fue tal que en la biografía de Fiorilli resulta difícil separarlos; así, el actor se declaraba de noble aunque misteriosa cuna, afirmando haberse codeado con príncipes y ser un juguete del destino que tan pronto le enriquecía como le sumía en la pobreza.
Lo cierto es que Fiorilli fue uno de los artistas favoritos de Luis XIV de Francia, y que la Reina y el cardenal Mazarino apadrinaron a algunos de sus hijos. También parece fruto de la identificación con el personaje su melodramático final: casado a los 80 años con una joven que le procuró pocas alegrías y abundantes problemas, cuando recurrió al Rey para que intercediera en su ayuda, el soberano mandó que prendieran a su esposa, le afeitasen la cabeza y la internaran en un convento. A resultas de lo cual, el actor murió olvidado y solo en la calle Tiquetone de París, el ocho de diciembre de 1694.